# Jim Davis (ator)
Jim Davis (Edgerton, Missouri,  26 de agosto de 1909 – Northridge, Califórnia, 26 de abril de 1981) foi um ator estadunidense que ficou famoso como o patriarca Jock Ewing na série Dallas.

## Vida e carreira
Dono de uma carreira inexpressiva e fadada ao esquecimento, Davis surpreendentemente tornou-se um astro reconhecido em todo o mundo já no fim da vida. Filho de agente funerário, destinado a seguir os passos do pai, deixou o lar ainda jovem para juntar-se a um circo. Um ano depois, tornou-se agente de vendas dos produtos Quaker em Los Angeles. Foi assim que conheceu Sandro Berman, produtor da MGM, que lhe ofereceu um contrato. Apareceu em alguns filmes menores, como "White Cargo" (1942), ao lado de Hedy Lamarr, antes de engajar-se na Guarda Costeira de seu país quando estourou a Segunda Guerra Mundial. Terminado o conflito, foi parceiro de Van Johnson em "The Romance of Rosy Ridge" (1947), e acreditou ter chegado sua grande chance quando Bette Davis o escolheu para ser seu par em "Winter Meeting" (1948), produzido pela Warner Bros. Entretanto, o filme foi um completo fracasso, tanto de público quanto de crítica, e Bette culpou a maneira como o diretor do filme o fez conduzir seu papel. Hollywood fez com que Davis pagasse caro o insucesso do filme, passando a confiar-lhe apenas papéis secundários, dos quais nunca conseguiu se desvencilhar. Assim, foi ator principal de faroestes classe Z e coadjuvante/secundário em filmes B, além de conseguir pequenas pontas em faroestes classe A, o que lhe permitiu, por exemplo, atuar em "El Dorado" (1966), "Rio Lobo" (1970) e "Big Jake" (1971), todos estrelados pelo amigo John Wayne.
Davis saiu-se melhor na televisão, onde apresentou os 39 episódios da série faroeste "Stories of the Century", (1954–1955), e estrelou os 73 de "Rescue 8" (1958–1960), precursora da mais conhecida "Emergency". Também participou de vários telefilmes e de uma miríade de outras séries, entre elas "Lassie", "Death Valley Days", "Perry Mason" e "Bonanza".
Davis foi casado uma única vez, com Blanche Hammerer, sua companheira por toda a vida. Tiveram uma filha, Tara Diane, vítima de uma tragédia: após sofrer um acidente automobilístico, entrou em coma vegetativo e seus pais decidiram desligar os aparelhos que a mantinham viva. Abalado com a morte da filha, Davis foi resvalando silenciosamente para o esquecimento, quando, em 1978, foi convidado para viver Jock, o chefe da família Ewing, na premiada série "Dallas". Inesperadamente, tornou-se uma celebridade instantânea, reconhecido e apontado pelo público onde quer que estivesse. Contudo, essa popularidade repentina só pôde ser saboreada até 1981: diagnosticado com mieloma múltiplo e tumor cerebral em 1980, Davis continuou a trabalhar, mas faleceu de complicações pós-cirurgia de uma úlcera estomacal, detectada no ano seguinte. Seu personagem foi mantido vivo artificialmente por mais algum tempo, durante a quarta temporada da série: estaria prospectando petróleo na América do Sul e, ao cabo de 13 episódios, teria morrido em uma queda de helicóptero.

## Filmografia
Todos os títulos em Português referem-se a exibições no Brasil.

### Faroestes
| - 1944 Em Defesa de Seu Direito (Cyclone Prairie Rangers) - 1947 Paixão Sangrenta (The Fabulous Texan) - 1949 O Cavaleiro Negro (Brimstone) - 1949 Fogo do Inferno (Hellfire) - 1949 Red Stallion in the Rockies - 1950 California Passage - 1950 Retribuição (The Showdown) - 1950 Terra Virgem (The Cariboo Trail) - 1950 Ódio Satânico (The Savage Horde) - 1951 Three Desperate Men - 1951 Silver Canyon - 1951 Massacre (Oh! Susannah) - 1951 Fronteiras da Morte (Cavalry Scout) - 1951 Massacrados (Little Big Horn) - 1951 Rosa de Cimarron (Rose of Cimarron) - 1952 Avalanche de Ódios (Woman of the North Country) - 1952 O Rio da Aventura (The Big Sky) - 1952 Marcado Para Morrer (Ride the Man Down) - 1953 O Destino Me Persegue (The President's Lady) - 1953 A Renegada (The Woman They Almost Lynched) - 1953 Os Bravos Não Se Rendem (Jubilee Trail) - 1954 Tropel de Vingadores (The Outcast) - 1954 Rebelião dos Brutos (Hell's Outpost) - 1954 Bandoleira por Vingança (The Outlaw's Daughter) - 1955 A Última Barricada (The Last Command) - 1955 Last of the Desperadoes - 1955 Derradeiro Levante (The Vanishing American) - 1956 Até a Última Bala (The Maverick Queen) - 1956 The Wild Dakotas - 1956 Frontier Gambler - 1956 Tirania das Balas (Duel at Apache Wells) - 1957 Os Indomáveis (The Restless Breed) - 1957 Cavaleiros em Luta (Raiders of Old California) - 1957 Guerreiro Apache (Apache Warrior) - 1957 Valentes Até a Morte (Last Stagecoach West) - 1957 Sangue em Suas Mãos (The Badge of Marshal Brennan) - 1957 O Revólver Silencioso (The Quiet Gun) - 1958 O Melhor Gatilho (Toughest Gun in Tombstone) - 1958 Flaming Frontier - 1959 Braço É Braço (Noose for a Gunman) - 1959 Valentão É Apelido (Alias Jesse James) - 1961 Fronteiras em Chamas (Frontier Uprising) - 1961 Cartas na Mesa (The Gambler Wore a Gun) - 1961 Desejo de Matar (Lust to Kill') - 1966 Quadrilha de Renegados (Fort Utah) - 1966 Hondo, O Destemido (Hondo and the Apaches); TV - 1967 El Dorado (El Dorado) - 1970 Rio Lobo - 1970 Um Homem Difícil de Matar (Monte Walsh) | - 1970 Cinco Túmulos Banhados de Sangue (Five Bloody Graves) - 1971 Jake Grandão (Big Jake) - 1971 Cavalgada com a Morte (The Honkers) - 1971 O Rastreador (The Trackers); TV - 1972 Má Companhia (Bad Company) - 1973 O Pequeno Fugitivo (One Little Indian); TV - 1976 Lei da Terra (Law of the Land); TV - 1979 Raízes da Ambição (Comes a Horseman) - 1942 O Demônio do Congo (White Cargo) - 1943 A Vingança dos Zombis (Revenge of the Zombies) - 1943 Assim É a Glória (Salute to the Marines) - 1943 Sabotadora Romântica (Swing Shift Maisie); série "Maisie" - 1945 Um Expedicionário em Paris (What Next, Corporal Hargrove?) - 1946 Um Presente do Destino (Gallant Bess) - 1946 Fim do Princípio (The Beginning of the End) - 1947 Reconciliação (The Romance of Rosie Ridge) - 1948 Encontro no Inverno (Winter Meeting) - 1949 A Vida de Solteiro É Boa (Yes, Sir, That's My Baby) - 1950 O Assalto (Hi-Jacked) - 1951 The Sea Hornet - 1954 Os Tiranos Também Morrem (Timberjack) - 1954 The Big Chase - 1956 Blonde Bait - 1956 Monster from Green Hell - 1956 Renúncia ao Ódio (The Bottom of the Bottle) - 1957 Na Trilha dos Homens Maus (Guns Don't Argue) - 1958 Wolf Dog - 1965 O Menino e a Onça (Zebra in the Kitchen) - 1966 Jesse James Meets Frankenstein's Daughter - 1968 Aventureiros das Estradas (The Road Rustlers) - 1969 Refúgio no Deserto (They Run for Their Lives) - 1970 Dracula Vs. Frankenstein - 1970 O Desaparecido (Vanished); TV - 1972 Amanda Fallon; TV - 1973 A Trama (The Parallax View) - 1973 Livrai-nos de Todo Mal (Deliver Us from Evil); TV - 1975 O Triângulo do Diabo (Satan's Triangle); TV - 1975 A Barcaça Perdida (The Runaway Barge); TV - 1976 Inferno no Paraíso (Inferno in Paradise); TV - 1977 Apenas um Pequeno Inconveniente (Just a Little Inconvenience); TV - 1977 Enigma; TV - 1977 Os Rapazes do Coro (The Choirboys) - 1978 The Day the Time Ended - 1978 The Killing Stone; TV - 1978 Trail of Danger; TV - 1979 O Procurado (The Search); TV - 1981 Coragem de Campeão (Don't Look Back); TV |